# Ровненский сельсовет (Красноярский край)
Ро́вненский сельсове́т — муниципальное образование (сельское поселение) в Балахтинском районе Красноярского края. Административный центр — село Ровное.

## География
Ровненский сельсовет находится на северо-западе Балахтинского района. Удалённость административного центра сельсовета — села Ровное от районного центра — посёлка Балахта составляет 52 км.

## История
Ровненский сельсовет наделён статусом сельского поселения в 2005 году.

## Население
| 2010 | 2012 | 2013 | 2014 | 2015 | 2016 | 2017 |
| ---- | ---- | ---- | ---- | ---- | ---- | ---- |
| 967  | ↘949 | ↘912 | ↘891 | ↘882 | ↘877 | ↘863 |
| 2018 | 2019 | 2020 | 2021 |      |      |      |
| ↘839 | ↘811 | ↘799 | ↘788 |      |      |      |

Гендерный состав
По данным Всероссийской переписи населения 2010 года 468 мужчин и 499 женщин из 967 чел.

## Состав сельского поселения
В состав сельского поселения входят 5 населённых пунктов:
| № | Населённый пункт | Тип населённого пункта       | Население |
| - | ---------------- | ---------------------------- | --------- |
| 1 | Кизылка          | деревня                      | ↘12       |
| 2 | Курбатово        | село                         | ↘45       |
| 3 | Ровное           | село, административный центр | ↘639      |
| 4 | Тойлук           | деревня                      | ↘190      |
| 5 | Холодный Ключ    | деревня                      | ↘81       |